# Chotyze
Chotyze is een plaats in het Poolse district  Lipski, woiwodschap Mazovië. De plaats maakt deel uit van de gemeente Ciepielów en telt 210 inwoners.